# Parachondria
Genre
Synonymes
- sous-genre Chondropoma (Chondropomorus) Henderson & Bartsch, 1920
- Chondropomorus Henderson & Bartsch, 1920
- Cistula Gray, 1850
- Lindenipoma Bartsch, 1946
- Orcuttipoma Bartsch, 1946
- Parachondrella Henderson & Bartsch, 1920
- sous-genre Parachondria (Chondropomorus) Henderson & Bartsch, 1920
- sous-genre Parachondria (Parachondria) Dall, 1905
- Parachondrisca Henderson & Bartsch, 1920
- Parachondrodes Clench & Aguayo, 1946[1]

Parachondria est un genre de mollusques gastéropodes de la famille des Annulariidae.

## Liste d'espèces
Selon World Register of Marine Species (28 octobre 2017) :
- Parachondria anatolensis Watters, 2016
- Parachondria arcisensis Watters, 2016
- Parachondria caricae (L. Pfeiffer, 1858)
- Parachondria coroni (Bartsch, 1946)
- Parachondria daedala Watters, 2016
- Parachondria dessalinesi (Bartsch, 1946)
- Parachondria gnota (Pilsbry, 1935)
- Parachondria heatheraikenae Watters, 2016
- Parachondria hispaniolae (Clench & Aguayo, 1937)
- Parachondria isabellina Watters, 2016
- Parachondria joyeuse Watters, 2016
- Parachondria muchai Watters, 2016
- Parachondria olssoni (Pilsbry, 1933)
- Parachondria petitiana (L. Pfeiffer, 1850)
- Parachondria pilsbryi (Bartsch, 1946)
- Parachondria salleana (L. Pfeiffer, 1850)
- Parachondria samanicola (Bartsch, 1946)
- Parachondria silvatica Watters, 2016
- Parachondria stigmosa Watters, 2016
- Parachondria trachyderma (Pilsbry, 1933)